# Bruno Figueroa Fischer
Bruno Figueroa Fischer (Ciudad de México, 1965) es un diplomático mexicano. Funge desde diciembre de 2022 como embajador de México ante la República Portuguesa y se desempeñó hasta el año 2022 como embajador de México ante la República de Corea, concurrente ante la República Popular Democrática de Corea y Mongolia. Entre otros cargos, entre 2015-2017, fue director general del Proyecto de Integración y Desarrollo de Mesoamérica (conocido como Proyecto Mesoamérica) en la Agencia Mexicana de Cooperación Internacional para el Desarrollo (Amexcid) de la Secretaría de Relaciones Exteriores.

## Educación
Estudió la licenciatura en relaciones internacionales en El Colegio de México y se tituló con la tesis Dos respuestas europeas a la crisis centroamericana. Ingresó al Servicio Exterior Mexicano en 1987. Estudió en el Instituto Matías Romero y en la Escuela Nacional de Administración (École Nationale d’Administration, ENA), de Francia, en la generación Liberté-Egalité-Fraternité (1987-1989). Cuenta con diplomas de la Academia Diplomática de Viena y de la Academia de Derecho Internacional de La Haya. 

## Trayectoria diplomática
En sus últimos cargos en el exterior se desempeñó como representante Permanente Alterno ante la Organización para la Cooperación y Desarrollo Económicos, OCDE, (2007-2010) y como Cónsul General de México en San José, California (2004-2007). En México fungió como director general de Cooperación Internacional para el Desarrollo (2013–2015) y como Coordinador de Asesores de la Unidad de Relaciones Económicas y Cooperación Internacional y de la Amexcid (2010-2013). Anteriormente, fue asesor del Secretario de Relaciones Exteriores (2001–2004).
De 2015 a marzo de 2017, se desempeñó como director general del Proyecto de Integración y Desarrollo de Mesoamérica, donde promovió la complementariedad y la cooperación entre los países que integran la región mesoamericana y el Caribe, para hacer efectiva la instrumentación de proyectos que redunden en beneficios concretos para las sociedades en materia de infraestructura, interconectividad y desarrollo social. 
Como embajador en la República de Corea, concibió y coordinó la construcción del Jardín de México en el Jardín Nacional de la Bahía de Suncheon (순천만국가정원), diseñado por los profesores Jun Hyung-Soon y Choi Jung-Min de la Universidad Nacional de Suncheon. El Jardín de México fue inaugurado el 10 de mayo de 2018 y es, hasta la fecha, el único lugar de Corea con el nombre de México.
Inició en 2019 una investigación sobre la participación de soldados mexicanos y mexicoamericanos en la guerra de Corea con objeto de recuperar la memoria sobre este hecho y reconocer a los sobrevivientes mexicanos del conflicto. El 24 de abril de 2021 fue constituida la primera Asociación de veteranos mexicanos de la guerra de Corea, y de junio a septiembre de 2022 tuvo lugar en el Museo Memorial Coreano de la Guerra la exhibición “Mexicanos y mexicoamericanos: los soldados olvidados de la Guerra de Corea”.
Fue nombrado en diciembre de 2019  "Embajador de la Diplomacia Pública 2019" por el JoongAng Daily y la Asociación de Cónsules Honorarios de Corea, con el proyecto "Xico in Korea". Fue nombrado doctor honoris causa en relaciones internacionales por la Universidad de Shinhan (República de Corea) el 11 de octubre de 2022, y recibió la distinción de Ciudadano Honorario de Seúl de manos del Alcalde Oh Se-hoon el 9 de noviembre del mismo año.

## Actividades académicas y publicaciones
Ha impartido cursos y conferencias en El Colegio Nacional y varias instituciones de educación superior como la UAM, el CIDE el ITAM, El Colegio de México y la Universidad Iberoamericana. Ha coordinado publicaciones especializadas y es autor de diversas obras sobre asuntos internacionales como Cien años de cooperación internacional de México, 1900-2000. Solidaridad, intereses y geopolítica, la cual obtuvo en 2015 un reconocimiento en el marco del Premio Genero Estrada del Acervo Histórico Diplomático de la Secretaría de Relaciones Exteriores.
Fue presidente de la Asociación Mexicana de Exalumnos de la ENA entre 2010 y 2017, y es miembro del Consejo Mexicano de Asuntos Internacionales (Comexi). En 2016, recibió la Legión de Honor, en grado de Comendador, que otorga el gobierno de Francia.
En 2020 publicó una fábula política "La guerra de los nopales" en la revista Acentos Review y su traducción al inglés "The Nopales War", en Angel City Review.

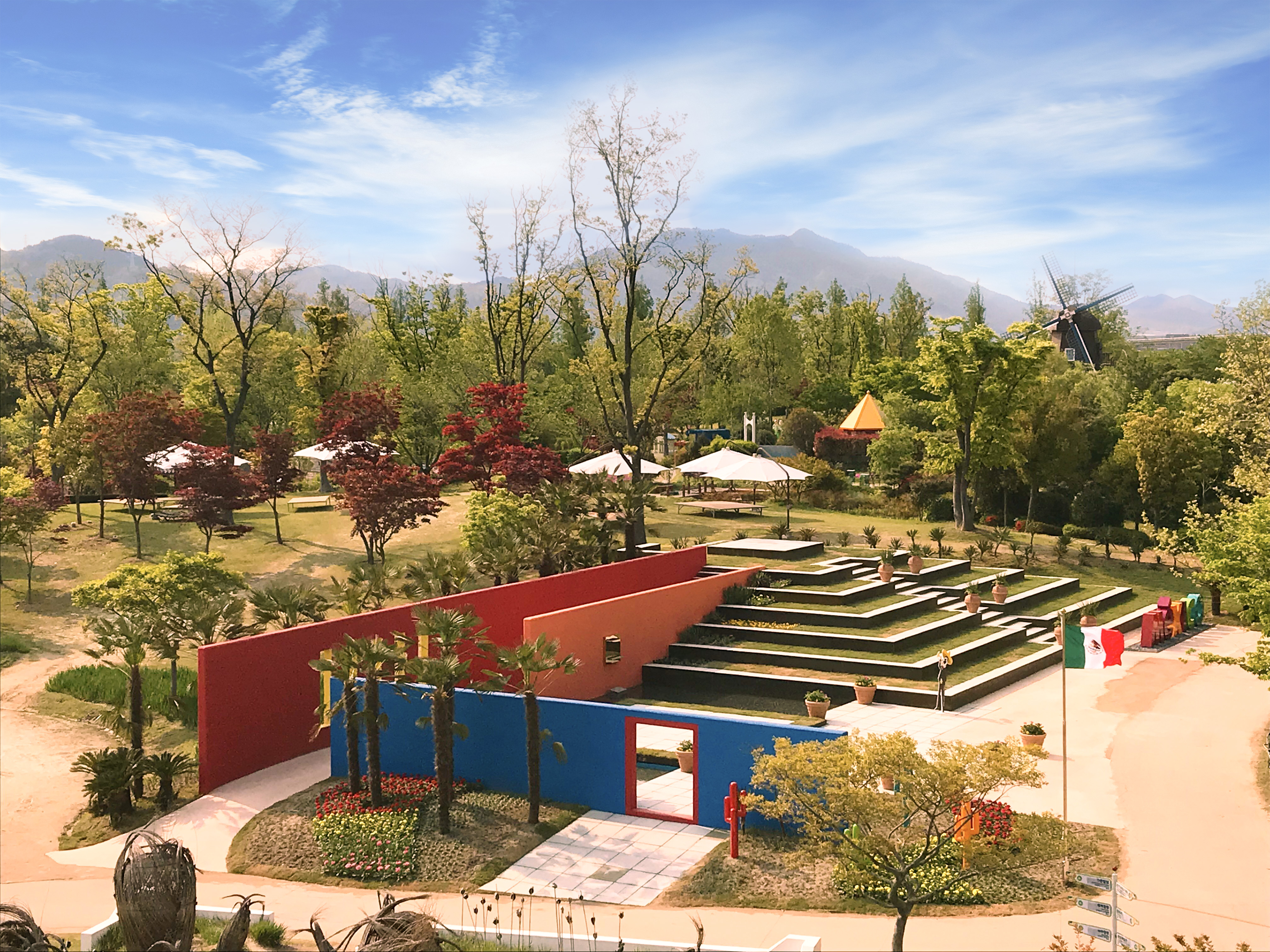
Jardín de México, Jardín Nacional de la Bahía de Suncheon

## Obras publicadas
- "México y Portugal, fascinaciones mutuas", en Rafael Toriz (coord.), Estela de un mar en llamas, Mexico, Vanilla Planifolia, 2024.
- "Capacidades institucionales, recursos humanos y financieros para una política exterior renovada (2024-2030)" en Rafael Velázquez Flores, Jorge A. Schiavon y Adriana Sletza Ortega Ramírez (eds.), La política exterior de México 2024-2030: Diagnóstico y propuestas, México, AMEI/IBERO-CDMX/CESPEM, 2024 (en coautoría con Jorge Schiavon).
- "Huérfanos de la historia: los veteranos mexicanos de la Guerra de Corea", Otros diálogos de El Colegio de México, 2023, núm. 22.
- "Corea del Sur y México. Excepcionalidad y asimetría a 60 años del establecimiento de relaciones diplomáticas", Foreign Affairs Latinoamérica, 10 de febrero de 2022.
- “The Impact of Globalisation and Neoliberal Structural Reforms on the Mexican Ministry of Foreign Affairs”, en Christian Lequesne (ed.), Ministries of Foreign Affairs in the World: Actors of State Diplomacy, Leiden, Boston, Brill/Nijhoff, 2022 (en coautoría con Jorge Schiavon).
- "México y Corea: los lazos inquebrantables de una relación diplomática que cumple 60 años", en Ministerio de Relaciones Exteriores de la República de Corea y Consejo Coreano para América Latina y el Caribe (eds.), Corea-América Latina. 60 años de amistad, Seúl, Ministerio de Relaciones Exteriores de la República de Corea, 2022.
- ‘한국과 멕시코 수교 60주년을 맞이하여 돌아보는 견고한 유대 관계’, en Ministerio de Relaciones Exteriores de la República de Corea y Consejo Coreano para América Latina y el Caribe (eds.), 한-중남미, 우정 60년, Ministerio de Relaciones Exteriores de la República de Corea, 2022.
- “México y Corea: 60 años de fecundas relaciones”, en 60º aniversario de las relaciones Corea-México; evaluación y objetivos futuros, Embajada de la República de Corea en México, 2021.
- ‘멕시코-한국 관계: 생산적 관계의 60년사’, en 한국-멕시코 수교 60주년: 평가와 미래 과제, México, Embajada de la República de Corea en México, 2021.
- "México y Corea del Sur en 2020: de las relaciones oficiales y empresariales a la hora de los ciudadanos", en Nayelli López (coord.), Península coreana: estrategias, reestructuración e inserción en el mundo global, México, UNAM, 2020.
- "La cooperación mexicana en la encrucijada: el difícil camino hacia la AMEXCID," Revista Española de Desarrollo y Cooperación, 2021, número 47, pp. 75-86 (en coautoría con Gerardo Bracho Carpizo).
- "The Nopales War", Angel City Review, agosto de 2020.
- “La guerra de los nopales”, The Acentos Review, febrero de 2020.
- "Los recursos y las capacidades de la política exterior de México (2012-2020)", en Ana Covarrubias Velasco et al. (eds.), Fundamentos internos y externos de la política exterior de México (2012-2018), México, El Colegio de México/CIDE, 2020 (en coautoría con Jorge Schiavon).
- "Foreign Policy Capacities, State Foreign Services, and International Influence: Brazil versus Mexico", Diplomacy & Statecraft, 4(2019), pp. 816-828 (en coautoría con Jorge Schiavon).
- "Los recursos y capacidades de la política exterior de México (2012-2018), Foro Internacional, 3-4 (2019), pp. 609-642 (en coautoría con Jorge Schiavon).
- "La paradoja mexicana. Un país abierto al mundo con limitadas capacidades diplomáticas", Foreign Affairs Latinoamérica, 2019, núm. 1, pp. 93-102 (en coautoría con Jorge Schiavon).
- "Las capacidades de la política exterior de México: diagnóstico (2000-18) y propuestas (2018-24)", en Jorge A. Schiavon, Rafael Velázquez Flores y Humberto Garza Elizondo (eds.), La política exterior de México 2018-2024: diagnóstico y propuestas, México, CIDE, UABC, UANL, 2018 (en coautoría con Jorge Schiavon).
- El principio de la cooperación internacional para el desarrollo, México, Secretaría de Relaciones Exteriores/Acervo Histórico Diplomático, 2017, 117 pp. (en coautoría con María Eugenia Casar). Archivado el 3 de diciembre de 2017 en Wayback Machine.
- Cien años de cooperación internacional de México, 1900–2000. Solidaridad, intereses y geopolítica, México, Secretaría de Relaciones Exteriores/Instituto Matías Romero/Acervo Histórico Diplomático, 2016, 545 pp.
- "Asilo y asistencia a refugiados guatemaltecos en el Sur-Sureste de México (1980–2000): Solidaridad interna y movilización internacional", en Irina Mosel, Christina Bennett y Hanna Krebs (eds.), Aproximaciones a la historia del humanitarismo en América Latina y el Caribe, Londres, Humanitarian Policy Group, Overseas Development Institute, 2016. Archivado el 9 de abril de 2017 en Wayback Machine.
- "Brasil y México: inversión y capacidades en política exterior", Foreign Policy en español, 2014, núm. 16 (en coautoría con Jorge Schiavon).
- Revista Mexicana de Política Exterior: México y la cooperación internacional para el desarrollo, 2014, núm. 102 (coordinación con Noel González Segura).
- "Breve historia de la cooperación internacional de México (1900-2000)", Revista Mexicana de Política Exterior, 2014, núm. 102 (número especial).
- L’ENA hors les murs: La mano en la mano; 1964-2014, l’épanouissement des relations France-Mexique, abril de 2014 (coordinador).
- Cuadernos de política internacional: Quince años de México en la OCDE, 2009 (coordinador).
- "La OCDE, ejemplo de multilateralismo eficaz: orígenes, estructura, instrumentos jurídicos y ámbitos de acción", Cuadernos de política internacional: Quince años de México en la OCDE, 2009 (coordinador).
- "Imagen de México en la prensa francesa, 1994-1998", Revista Mexicana de Política Exterior, 1999, núm. 58.
- "L’image du Mexique dans les médias français (1994 – 1997): plus d’information, moins de clichés ?", Cahiers des Amériques Latines, 1998, núm. 28/29.